# Biotita
Biotita (português brasileiro) ou biotite (português europeu) é um mineral comum da classe dos silicatos, subclasse dos filossilicatos , grupo das micas e subgrupo ferromagnesianas, formando uma série com o mineral flogopita, que contem na sua composição potássio, magnésio, ferro e alumínio. Cristaliza no sistema monoclínico, apresentando brilho nacarado a metálico.

## Ocorrência

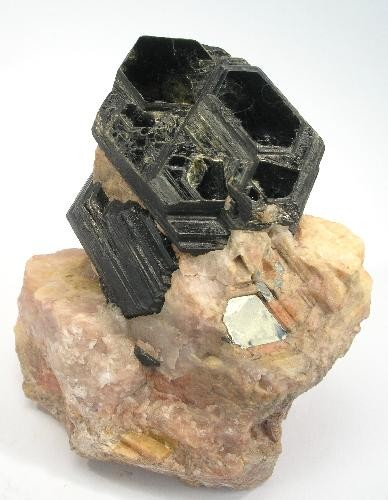
Biotita, Ortoclásio Localidade: Montanha Erongo, Distritos de Usakos e Omaruru, Região de Erongo, Namíbia (Localidade em mindat.org) Tamanho: 7,8 x 6,4 x 3,2 cm. Este lindo cristal de Biotita de 4 cm é impressionante, e o Ortoclásio sobre o qual ele assenta o complementa muito bem. Uma bela combinação. Ex. Coleção Charlie Key.

Às vezes é denominado de "mica ferro" e é encontrado em rochas graníticas, gneisses e xistos cristalinos. Como outros minerais de mica a biotita tem uma clivagem basal perfeita, portanto, suas lâminas flexíveis lascam-se facilmente. Tem uma dureza de 2,5 a 3, densidade de 2,7 a 3,1 e sua coloração varia de verde escuro, pardo a negro, podendo ser transparente a opaco. A biotita é encontrada ocasionalmente em folhas grandes, especialmente em veios de pegmatita, e ocorre também como contato de rocha metamórfica ou produto da alteração da hornblenda, augita, wernerita, e minerais similares. É usado como isolante elétrico.
A biotita é encontrada na lava do Vulcão Vesuvio, em Monzoni, e muitos outras regiões da Europa. Nos Estados Unidos, encontra-se nas pegmatitas da Nova Inglaterra, Virgínia e Carolina do Norte, assim como no granito de Pikes Peak, Colorado.

## Fórmula química
Quimicamente é uma filossilicato de ferro e de alumínio , o grupo de micas , conduzindo a diferentes minerais deste grupo substituições na fórmula: Lepidomelana (FeO), Manganofilita (Mn), Wodanita (Ti), Natrobiotita (Na), Hendricksita (Zn).
A sua formula química é :
K(Mg,Fe)3(OH,F)2(Al,Fe)Si3O10 
Teoricamente, a composição média é:
33 - 41% de SiO2, 12 - 18% de Al2O3, 2 - 24% de MgO, 5 - 25% de FeO, 1.5% de F e o restante de água.
A Lepidomelana ( FeO ), Manganofilita ( Mn ), Wodanita ( Ti ), Natrobiotita ( Na ), Hendricksita ( Zn ), são variedades da biotita, dependendo da sua composição química.

## Origem do nome
O nome biotita foi dado em homenagem ao físico, matemático e astrônomo  francês Jean-Baptiste Biot.